# Fritz Scheidegger
Fritz Scheidegger (Langenthal, 30 dicembre 1930 – Kirby Mallory, 26 marzo 1967) è stato un pilota motociclistico svizzero vincitore di 2 titoli nel motomondiale nei sidecar.

## Carriera
Dopo aver iniziato a gareggiare nelle classi in singolo, ottenendo il titolo nazionale svizzero della classe 500 nel 1957, è passato ai sidecar debuttando nel corso del motomondiale 1957 in coppia con il tedesco Horst Burkhardt. La sua prima partecipazione fu al Gran Premio motociclistico delle Nazioni 1957 terminato con un lusinghiero quarto posto. Per la prima vittoria dovette attendere il motomondiale 1959 quando si impose nella prova d'esordio, il Gran Premio motociclistico di Francia 1959.
Al termine del motomondiale 1961 ha interrotto il sodalizio con Burkhardt e durante il resto della sua carriera ha avuto come passeggero il britannico John Robinson con cui ha ottenuto il primo titolo iridato nel motomondiale 1965.
Nel motomondiale 1966 ha ottenuto il suo secondo titolo mondiale, vincendo tutte le gare in programma, seppure dopo alcune polemiche avvenute al Tourist Trophy 1966: dapprima è stato squalificato per un'irregolarità e in seguito riammesso dopo aver fatto appello contro la sanzione.
È deceduto in un incidente di gara, durante una prova non in calendario iridato disputato sul circuito di Mallory Park; il suo compagno Robinson è restato gravemente ferito e ha posto termine alla sua carriera motociclistica. Durante la sua carriera ha ottenuto 16 vittorie e 34 piazzamenti sul podio nei singoli gran premi.

## Risultati nel motomondiale
| 1957 | Classe  | Moto |  |  |  |  |    |   |  |  |  |  |  |  |  | Punti | Pos. |
| ---- | ------- | ---- |  |  |  |  | -- | - |  |  |  |  |  |  |  | ----- | ---- |
| 1957 | sidecar | BMW  |  |  |  |  | NE | 4 |  |  |  |  |  |  |  | 3     | 10º  |

| 1959 | Classe  | Moto |   |   |   |   |   |    |    |    |  |  |  |  |  | Punti | Pos. |
| ---- | ------- | ---- | - | - | - | - | - | -- | -- | -- |  |  |  |  |  | ----- | ---- |
| 1959 | sidecar | BMW  | 1 | 3 | 5 | - | 3 | NE | NE | NE |  |  |  |  |  | 18    | 3º   |

| 1960 | Classe  | Moto |   |    |   |   |   |    |    |  |  |  |  |  |  | Punti   | Pos. |
| ---- | ------- | ---- | - | -- | - | - | - | -- | -- |  |  |  |  |  |  | ------- | ---- |
| 1960 | sidecar | BMW  | 2 | 11 | 3 | 2 | 3 | NE | NE |  |  |  |  |  |  | 16 (20) | 2º   |

| 1961 | Classe  | Moto |   |   |   |   |     |   |    |    |    |    |    |  |  | Punti   | Pos. |
| ---- | ------- | ---- | - | - | - | - | --- | - | -- | -- | -- | -- | -- |  |  | ------- | ---- |
| 1961 | sidecar | BMW  | 2 | 2 | 1 | 2 | Rit | 1 | NE | NE | NE | NE | NE |  |  | 28 (34) | 2º   |

| 1962 | Classe  | Moto |     |   |  |   |   |   |    |    |    |    |    |  |  | Punti | Pos. |
| ---- | ------- | ---- | --- | - |  | - | - | - | -- | -- | -- | -- | -- |  |  | ----- | ---- |
| 1962 | sidecar | BMW  | Rit | - |  | 1 | 2 | 3 | NE | NE | NE | NE | NE |  |  | 18    | 3º   |

| 1963 | Classe  | Moto |     |   |    |   |   |   |    |    |    |    |    |    |  | Punti | Pos. |
| ---- | ------- | ---- | --- | - | -- | - | - | - | -- | -- | -- | -- | -- | -- |  | ----- | ---- |
| 1963 | sidecar | BMW  | Rit | - | AN | 2 | 2 | 1 | NE | NE | NE | NE | NE | NE |  | 20    | 3º   |

| 1964 | Classe  | Moto |    |   |   |     |   |   |   |    |    |    |    |    |  | Punti | Pos. |
| ---- | ------- | ---- | -- | - | - | --- | - | - | - | -- | -- | -- | -- | -- |  | ----- | ---- |
| 1964 | sidecar | BMW  | NE | - | 1 | Rit | 3 | 2 | 1 | NE | NE | NE | NE | NE |  | 26    | 2º   |

| 1965 | Classe  | Moto |    |   |   |   |   |   |   |    |    |    |    |   |    | Punti   | Pos. |
| ---- | ------- | ---- | -- | - | - | - | - | - | - | -- | -- | -- | -- | - | -- | ------- | ---- |
| 1965 | sidecar | BMW  | NE | 1 | 2 | 2 | 2 | 1 | 1 | NE | NE | NE | NE | 1 | NE | 32 (50) | 1º   |

| 1966 | Classe  | Moto |    |   |   |   |   |    |    |    |    |   |    |    |  | Punti   | Pos. |
| ---- | ------- | ---- | -- | - | - | - | - | -- | -- | -- | -- | - | -- | -- |  | ------- | ---- |
| 1966 | sidecar | BMW  | NE | 1 | 1 | 1 | 1 | NE | NE | NE | NE | 1 | AN | NE |  | 24 (40) | 1º   |

| Legenda | 1º posto        | 2º posto            | 3º posto            | A punti      | Senza punti        | Grassetto – Pole position Corsivo – Giro più veloce |
| Legenda | Gara non valida | Non qual./Non part. | Ritirato/Non class. | Squalificato | '-' Dato non disp. | Grassetto – Pole position Corsivo – Giro più veloce |